# Ernobius angusticollis
Ernobius angusticollis là một loài bọ cánh cứng thuộc chi Ernobius trong họ Ptinidae.